# Heracleum moellendorffii
Heracleum moellendorffii är en flockblommig växtart som beskrevs av Henry Fletcher Hance. Heracleum moellendorffii ingår i släktet lokor, och familjen flockblommiga växter.

## Underarter
Arten delas in i följande underarter:
- H. m. moellendorffii
- H. m. paucivittatum
- H. m. sagenifolium
- H. m. subbipinnatum